# 塞巴斯蒂安·赫内斯
塞巴斯蒂安·赫内斯（德語：Sebastian Hoeneß，1982年5月12日—）是德国前足球运动员及现任足球教练，自2023年4月起执教德甲俱乐部斯图加特。

## 球员生涯
赫内斯出生于慕尼黑，并首先在巴伐利亚州府周边的奥托布伦开始踢足球，此后直至17岁，他都在斯图加特的青训营度过。1999年，司职中场的赫内斯与柏林赫塔签约，代表这家俱乐部的二线队于10个赛季内完成了逾160场低级别比赛，并射入29球。期间他也曾参加了2004-05赛季的德国足协杯，但在首圈赛事便遭沙尔克04淘汰。至2006-07赛季，赫内斯加盟霍芬海姆1899，代表一线队参加了3场地区联赛和代表二线队参加了5场巴登-符腾堡高级联赛。一年后，他又重返柏林赫塔，继续为俱乐部二队效力。至2010年夏季，他正式宣布挂靴。

## 教练生涯
球员生涯结束后，赫内斯成为了一名足球教练，并首先分别于2011年至2013年在策伦多夫赫塔的19岁以下梯队和2014年至2017年在RB莱比锡的青年队任教。从2017年夏季至2020年，他受聘于拜仁慕尼黑。在担任19岁以下梯队的主要负责人两年后，赫内斯于2019-20赛季接任已升入德丙联赛的拜仁二队主教练，原主教练霍尔格·塞茨则转任俱乐部青训主管。这一赛季，赫内斯率队赢得德丙冠军，并当选赛季最佳教练。
在2020-21赛季，赫内斯接替阿尔弗雷德·斯赫勒德出任德甲霍芬海姆1899的主教练，这是他此前曾效力过的俱乐部。他与俱乐部签订了一份期至2023年6月30日届满的合同。

## 个人生活
塞巴斯蒂安·赫内斯是前德国国脚迪特尔·赫内斯的儿子，也是前拜仁慕尼黑足球俱乐部主席乌利·赫内斯的侄子。

## 執教生涯榮譽
拜仁慕尼克二隊
- 德丙联赛冠军：2020年[5]

斯圖加特
- 德國足協盃冠軍：2024–25

个人
- 德丙联赛赛季最佳教练：2020年[6]